# Joosia dielsiana
Joosia dielsiana är en måreväxtart som beskrevs av Paul Carpenter Standley. Joosia dielsiana ingår i släktet Joosia och familjen måreväxter.
Artens utbredningsområde är Peru. Inga underarter finns listade i Catalogue of Life.